# 井上寛
井上 寛（いのうえ ひろし、1978年2月 - ）は、日本の社会学者。仁愛大学人間学部コミュニケーション学科准教授。千葉県千葉市出身。専攻は社会学、観光論。

## 経歴
- 1997年 - 流通経済大学社会学部国際観光学科 入学
- 2001年 - 流通経済大学社会学部国際観光学科 卒業
- 2001年 - 流通経済大学大学院社会学研究科 修士課程 入学
- 2003年 - 流通経済大学大学院社会学研究科 修士課程 修了
- 2003年 - 流通経済大学大学院社会学研究科 博士課程 入学
- 2009年 - 流通経済大学大学院社会学研究科 博士課程 修了、社会学博士
- 2009年 - ノースアジア大学法学部観光学科専任講師
- 2012年 - ノースアジア大学法学部観光学科准教授
- 2024年 - 仁愛大学人間学部コミュニケーション学科准教授

## 著書
【共著】
- 『漂泊と自立－障害者旅行の社会学－』(2005年・流通経済大学出版会)

【単著】
- 『障害者旅行の段階的発展』』(2010年・流通経済大学出版会)

### 論文
- 『障害者旅行の段階的発展に関する社会学的研究』(2009年・流通経済大学大学院社会学研究科(博士論文))
- 『障害者旅行のパイオニアたち－外出運動から自由に旅行できるまで』(「国際観光研究」2011年・ノースアジア大学)

など